# Dolenjska cesta
Dolenjska cesta je štiripasovna cestna vpadnica v Ljubljani. Kot nadaljevanje Karlovške ceste se začenja v križišču Roške ceste in ulice Privoz, konča pa se pri priključku na južno obvoznico. Dalje proti občinski meji in Lavrici poteka kot dvopasovnica.
Poteka na jugozahodni strani Golovca mimo Rakovnika, Galjevice, Londona in Rudnika.

## Zgodovina
Dolenjska cesta je bila formalno ustanovljena leta 1892, ko so preimenovali dotedanjo Kurjo vas (Hühnerhof), ki je bila cesta, ki je potekala na obeh straneh proti Dolenjskem kolodvoru.

## Navezovalne ceste in ulice
Pomembnejše ceste in ulice, ki se navezujejo na Dolenjsko cesto, so:
- Hradeckega cesta,
- Orlova ulica,
- Galjevica,
- Peruzzijeva ulica,
- vozna pot preko Golovca,
- povezovalna ulica v nakupovalno središče Rudnik (bodoča Lorenzova ulica),
- priključna cesta na južno obvoznico in Jurčkova cesta

## Infrastruktura
Cesta preko novega Karlovškega mostu prečka Gruberjev kanal ter železniško progo Ljubljana - Novo mesto.

## Pomembnejši objekti, zgradbe in ustanove
- Botanični vrt Ljubljana,
- Strelišče,
- Osnovna šola,
- Železniška postaja Ljubljana Rudnik,
- Športni park Krim ...

## Javni potniški promet
Po Dolenjski cesti potekajo trase mestnih avtobusnih linij 3, 3B, N3, N3B, 27 in integrirana linija 3G. Skupaj je na vsej cesti od centra do meje z občino Škofljica 7 postajališč mestnega potniškega prometa.

### Postajališča MPP
| postajališče          | št. linije         |
| --------------------- | ------------------ |
| 503012 Strelišče      | 3, 3B, N3, N3B, 3G |
| 503022 Rakovnik       | 3, 3B, N3, N3B, 3G |
| 503032 Akademija      | 3, 3B, N3, N3B     |
| 503042 Peruzzijeva    | 3, 3B, N3, N3B     |
| 504012 Gornji Rudnik  | 3, 3B, N3, N3B     |
| 504022 Spodnji Rudnik | 3, 3B, N3, N3B     |
| 504024 Rudnik I       | 3B, N3B, 3G        |

| postajališče          | št. linije             |
| --------------------- | ---------------------- |
| 504031 Rudnik         | 3, N3                  |
| 504035 Rudnik I       | 3B, N3B, 3G            |
| 504021 Spodnji Rudnik | 3, 3B, N3, N3B         |
| 504011 Gornji Rudnik  | 3, 3B, N3, N3B         |
| 503041 Peruzzijeva    | 3, 3B, N3, N3B         |
| 503031 Akademija      | 3, 3B, N3, N3B         |
| 503021 Rakovnik       | 3, 3B, N3, N3B, 3G     |
| 503011 Strelišče      | 3, 3B, N3, N3B, 3G, 27 |